# Guilhem Rainol d'At

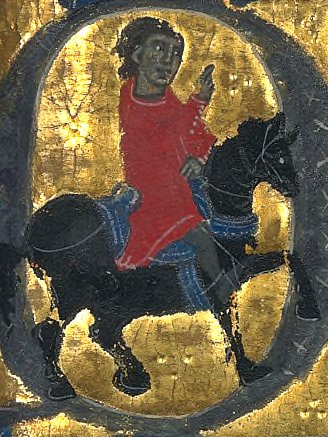
BnF ms. 12473 fol. 129, cançoner K, detall

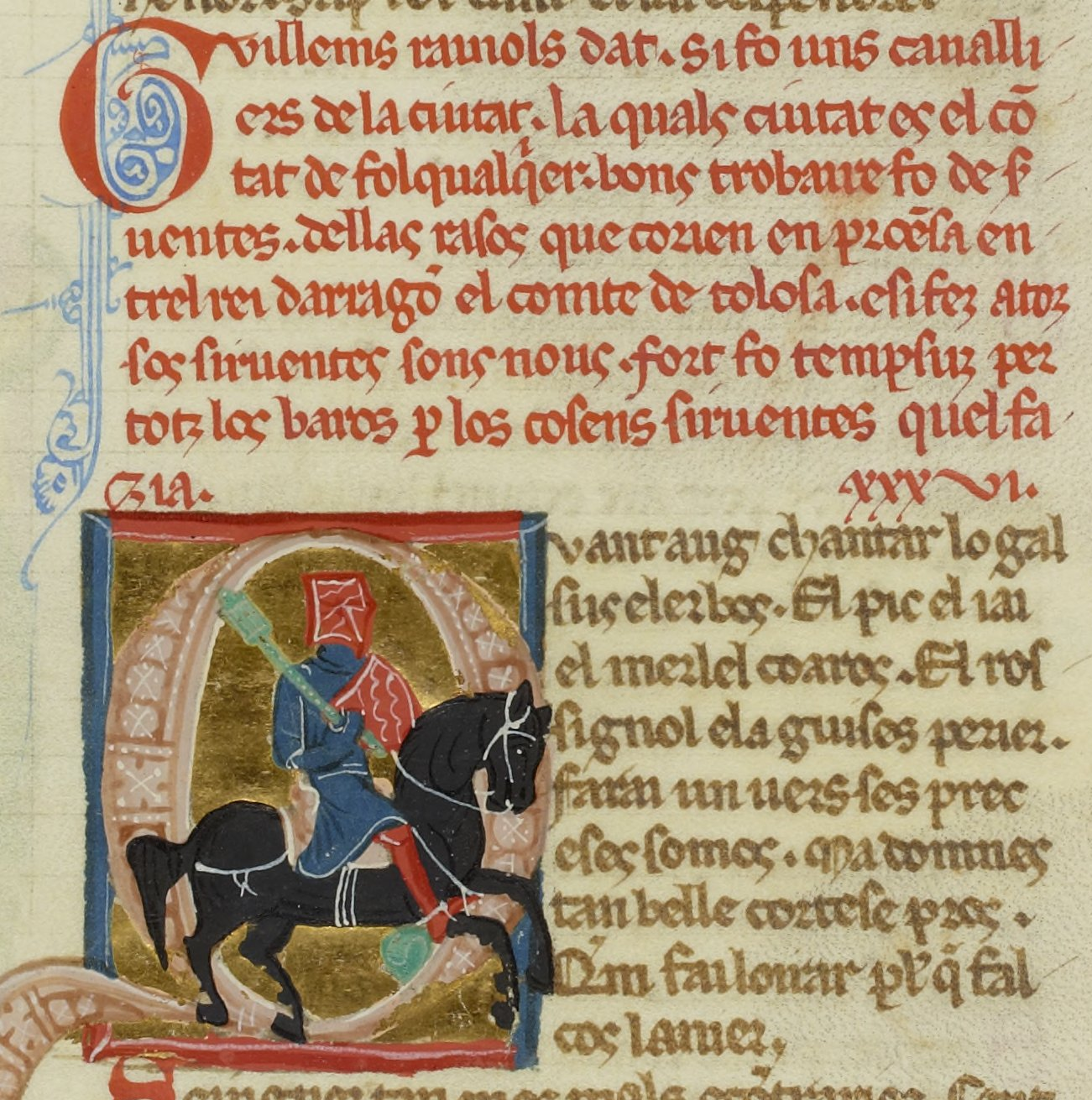
BnF ms. 854 fol. 143, cançoner I. Vida i retrat de Guilhem Rainol, representat a cavall

Guilhem Rainol d'At (fl. primera meitat del s. XIII) fou un trobador occità. Se'n conserven quatre composicions d'atribució segura.

## Vida
Es tenen poques dades segures d'aquest trobador a part que pugui ser un dels signataris com a testimoni d'un document d'Alfons II de Provença de 1209 (Guilelmus Ranoli). Segons la vida, fou un cavaller de la ciutat d'At que fou un bon trobador de sirventesos i era temut per tots els barons pels seus sirventesos incisius. La vida indica també que fez a toz sos sirventes sons nous ("feia música nova per a tots els seus sirventesos"), cosa que haurien fet notar perquè els sirventesos prenen habitualment la música i l'estructura mètrica d'una peça ja existent. Tanmateix no s'ha conservat la música de cap peça d'aquest trobador.
De la violenta tençó que inicia Rainol amb Guilhem Magret es podria deduir que hauria estat monjo i hauria penjat els hàbits (de la claustra·us vim eixir "us hem vist sortir del claustre" v. 25-6), cosa que diu Magret i repeteix un altre cop (a més de dir que és calb i té "cara de boc" vv. 41-7). Cal destacar les rimes difícils d'aquest debat, que obliga Guilhem Magret a trobar-ne també.
Tot i que la vida diu que feia sirventesos sobre el rei d'Aragó i el comte de Tolosa no se n'ha conservat cap d'aquests. Es conserva un sirventès contra els rics que temen els clergues, la tençó esmentada amb Guilhem Magret i dues tençons fingides i de to humorístic amb una dama que seria la seva dona i que expliquen discussions i problemes familiars.

## Obra
Es conserven 4 composicions d'atribució segura de Guilhem Rainol d'At.

### Tençons
- (231,1)[2] Auzir cugei lo chant e l crit e l glat
- (223,5 = 231,3) Magret, pujat m'es el cap (amb Guilhem Magret)
- (231,4) Quant aug chantar lo gal sus en l'erbos[3]

### Sirventès
- (231,2) Laissatz m'era de chantar

### Repertoris
- Guido Favati (editor), Le biografie trovadoriche, testi provenzali dei secc. XIII e XIV, Bologna, Palmaverde, 1961, pàg. 327
- Martí de Riquer, Vidas y retratos de trovadores. Textos y miniaturas del siglo XIII, Barcelona, Círculo de Lectores, 1995 p. 264-265 [Reproducció de la vida, amb traducció a l'espanyol, i miniatures dels cançoners I i K]
- Alfred Pillet / Henry Carstens, Bibliographie der Troubadours von Dr. Alfred Pillet […] ergänzt, weitergeführt und herausgegeben von Dr. Henry Carstens. Halle : Niemeyer, 1933 [Guilhem Rainol d'At és el número PC 231]